# Adem Zorgane
Adem Zorgane, né le 6 janvier 2000 à Sétif en Algérie, est un footballeur international algérien qui joue au poste de milieu de terrain à l’Union Saint-Gilloise.

## Biographie

### Carrière en club

#### Débuts et formation
Fils du footballeur Malik Zorgane, Adem Zorgane naît le 6 janvier 2000 à Sétif. Il commence ses gammes de footballeur au sein du club local, à l'Entente de Sétif.

#### Paradou AC (2018-2021)
En 2013, il tape dans l'oeil des recruteurs du Paradou AC. Après avoir réussi les tests de sélection, il est admis dans le centre de formation du club. En 2018, Zorgane fait ses débuts professionnels en faveur du Paradou AC.

#### Charleroi SC (2021-2025)
Le 27 juin 2021, il signe pour quatre saisons au Sporting de Charleroi, en Belgique. Zorgane fait ses débuts dans le championnat belge lors de la 3e journée de championnat et marque pour ses nouvelles couleurs dès son 1er match (match nul 1-1 à OHL). Il marque son 2e but de la saison lors de la 29e journée de championnat au Beerschot (victoire 2-3 pour les siens). Il marque son 3e et dernier but de la saison contre la La Gantoise lors de la 2e journée des "Europe Play-Offs" (défaite 1-3). 
Pour sa 1ere saison en Europe, Adem Zorgane s'est très vite imposé comme titulaire.  Il a joué 37 matches (dont 1 en Coupe de Belgique) pour les "Zèbres" et a marqué 3 buts en championnat.
Durant sa 2e saison, il reste un titulaire indiscutable malgré un changement de coach en cours de saison.  Il participe à 33 matches toutes compétitions confondues et marque 4 buts en championnat.
Sa 3e saison en Belgique est plus compliquée, l'algérien ayant des envies d'ailleurs.  Gardant la confiance de ses entraîneurs, il joue 29 matches toutes compétitions confondues et marque 2 buts.
A l'aube de sa 4e saison chez les carolos, le nouvel entraîneur Rik De Mil pose un choix fort en décidant de nommer Adem Zorgane capitaine de l'équipe, en remplacement de Marco Ilaimaharitra, libéré du club à la suite d'une non-prolongation de contrat. 

#### Union Saint-Gilloise (depuis 2025)
Le 26 juin 2025, lors du mercato estival, Adem Zorgane quitte les Zèbres et rejoint l'Union Saint-Gilloise avec qui il signe un contrat courant jusqu’en 2029, avec une option pour une saison supplémentaire.

### En équipe nationale
Zorgane, évolue tout d'abord dans les sélections algériennes de jeunes (moins de 17 ans, moins de 18 ans, moins de 20 ans, moins de 21 ans et moins de 23 ans). En 2018, Il participe en Jeux méditerranéens avec la sélection des moins de 18 ans.
Il honore sa première sélection en Algérie A' le 21 septembre 2019, lors d'un match de qualifications pour la CHAN 2020 contre le Maroc (nul 0-0).
Il est ensuite retenu par le sélectionneur Djamel Belmadi en première équipe lors des Qualifications à la Coupe d'Afrique 2021 face à la Zambie et Botswana.

## Statistiques

### En club
| Saison                | Club                  | Championnat           | Championnat | Championnat | Championnat | Coupe(s) nationale(s) | Coupe(s) nationale(s) | Coupe(s) nationale(s) | Supercoupe | Supercoupe | Supercoupe | Compétition(s) continentale(s) | Compétition(s) continentale(s) | Compétition(s) continentale(s) | Compétition(s) continentale(s) | Total | Total | Total |
| Saison                | Club                  | Division              | M.          | B.          | P.d.        | M.                    | B.                    | P.d.                  | M.         | B.         | P.d.       | Comp.                          | M.                             | B.                             | P.d.                           | M.    | B.    | P.d.  |
| 2018-2019             | Paradou AC            | Ligue 1               | 26          | 2           | 1           | 4                     | 1                     | 0                     | -          | -          | -          | -                              | -                              | -                              | -                              | 30    | 3     | 1     |
| 2019-2020             | Paradou AC            | Ligue 1               | 19          | 3           | 2           | 2                     | 0                     | 0                     | -          | -          | -          | CAF2                           | 8                              | 0                              | 0                              | 29    | 3     | 2     |
| 2020-2021             | Paradou AC            | Ligue 1               | 27          | 3           | 2           | 1                     | 0                     | 0                     | -          | -          | -          | -                              | -                              | -                              | -                              | 28    | 3     | 2     |
| Sous-total            | Sous-total            | Sous-total            | 72          | 8           | 5           | 7                     | 1                     | 0                     | -          | -          | -          | -                              | 8                              | 0                              | 0                              | 87    | 9     | 5     |
| 2021-2022             | Charleroi SC          | Division 1A           | 36          | 3           | 8           | 1                     | 0                     | 0                     | -          | -          | -          | -                              | -                              | -                              | -                              | 37    | 3     | 8     |
| 2022-2023             | Charleroi SC          | Division 1A           | 32          | 4           | 8           | 1                     | 0                     | 0                     | -          | -          | -          | -                              | -                              | -                              | -                              | 33    | 4     | 8     |
| 2023-2024             | Charleroi SC          | Division 1A           | 28          | 2           | 5           | 1                     | 0                     | 0                     | -          | -          | -          | -                              | -                              | -                              | -                              | 29    | 2     | 5     |
| 2024-2025             | Charleroi SC          | Division 1A           | 40          | 1           | 6           | 1                     | 0                     | 0                     | -          | -          | -          | -                              | -                              | -                              | -                              | 41    | 1     | 6     |
| Sous-total            | Sous-total            | Sous-total            | 136         | 10          | 27          | 4                     | 0                     | 0                     | -          | -          | -          | -                              | -                              | -                              | -                              | 140   | 10    | 27    |
| 2025-2026             | Union Saint-Gilloise  | Division 1A           | 4           | 1           | 2           | -                     | -                     | -                     | 1          | 0          | 0          | C1                             | -                              | -                              | -                              | 5     | 1     | 2     |
| Total sur la carrière | Total sur la carrière | Total sur la carrière | 212         | 19          | 34          | 11                    | 1                     | 0                     | 1          | 0          | 0          | -                              | 8                              | 0                              | 0                              | 232   | 20    | 34    |

### En sélection nationale
| Saison                | Sélection             | Phases finales        | Phases finales | Phases finales | Phases finales | Éliminatoires CDM | Éliminatoires CDM | Éliminatoires CDM | Éliminatoires CAN | Éliminatoires CAN | Éliminatoires CAN | Matchs amicaux | Matchs amicaux | Matchs amicaux | Total | Total | Total |
| Saison                | Sélection             | Compétition           | M              | B              | Pd             | M                 | B                 | Pd                | M                 | B                 | Pd                | M              | B              | Pd             | M     | B     | Pd    |
| --------------------- | --------------------- | --------------------- | -------------- | -------------- | -------------- | ----------------- | ----------------- | ----------------- | ----------------- | ----------------- | ----------------- | -------------- | -------------- | -------------- | ----- | ----- | ----- |
| 2019-2020             | Algérie               | -                     | -              | -              | -              | -                 | -                 | -                 | 0                 | 0                 | 0                 | -              | -              | -              | 0     | 0     | 0     |
| 2020-2021             | Algérie               | -                     | -              | -              | -              | -                 | -                 | -                 | 0                 | 0                 | 0                 | -              | -              | -              | 0     | 0     | 0     |
| 2021-2022             | Algérie               | CAN 2021              | 0              | 0              | 0              | 4                 | 0                 | 2                 | 2                 | 0                 | 0                 | 2              | 0              | 0              | 8     | 0     | 2     |
| 2022-2023             | Algérie               | -                     | -              | -              | -              | -                 | -                 | -                 | 0                 | 0                 | 0                 | 2              | 0              | 0              | 2     | 0     | 0     |
| 2023-2024             | Algérie               | -                     | -              | -              | -              | -                 | -                 | -                 | 1                 | 0                 | 0                 | 2              | 0              | 0              | 3     | 0     | 0     |
| 2024-2025             | Algérie               | -                     | -              | -              | -              | 1                 | 0                 | 0                 | 5                 | 1                 | 0                 | -              | -              | -              | 6     | 1     | 0     |
| Total sur la carrière | Total sur la carrière | Total sur la carrière | 0              | 0              | 0              | 5                 | 0                 | 2                 | 8                 | 1                 | 0                 | 6              | 0              | 0              | 19    | 1     | 2     |

### Matchs internationaux
Le tableau suivant liste les rencontres de l'équipe d'Algérie dans lesquelles Adem Zorgane a été sélectionné depuis le 2 septembre 2021 jusqu'à présent.

## Palmarès

### En club
| Union Saint-Gilloise                          |
| --------------------------------------------- |
| - Supercoupe de Belgique : - Finaliste : 2025 |

## Distinctions personnelles
- Élu meilleur joueur du mois du Charleroi SC en  Août 2021, Avril 2022 [2] ,Septembre 2022 , Février 2023 [3], Mars 2023